# Chrysocyclus
Chrysocyclus är ett släkte av svampar. Chrysocyclus ingår i familjen Pucciniaceae, ordningen Pucciniales, klassen Pucciniomycetes, divisionen basidiesvampar och riket svampar.
|              | Puccinia |
|              | |
|              | Uromyces |
|              | |
|              | Gymnosporangium |
|              | |
|              | Cumminsiella |
|              | |
|              | Miyagia |
|              | |
|              | Xenostele |
|              | |
|              | Endophyllum |
|              | |
|              | Chrysopsora |
|              | |
|              | Roestelia |
|              | |
|              | Stereostratum |
|              | |
|              | Polioma |
|              | |
|              | Zaghouania |
|              | |
|              | Ramakrishnania |
|              | |
|              | Cystopsora |
|              | |
|              | Kernella |
|              | |
|              | Corbulopsora |
|              | |
|              | Coleopucciniella |
|              | |
| Chrysocyclus | \| \| Chrysocyclus mikaniae \| \| \| \| \| \| Chrysocyclus cestri \| \| \| \| \| \| Chrysocyclus senecionis \| \| \| \| |
|              | \| \| Chrysocyclus mikaniae \| \| \| \| \| \| Chrysocyclus cestri \| \| \| \| \| \| Chrysocyclus senecionis \| \| \| \| |
|              | Chrysella |
|              | |
|              | Cleptomyces |
|              | |
|              | Chrysocyclus mikaniae                                                                                                   |
|              | |
|              | Chrysocyclus cestri |
|              | |
|              | Chrysocyclus senecionis                                                                                                 |
|              | |

|  | Chrysocyclus mikaniae   |
|  |                         |
|  | Chrysocyclus cestri     |
|  |                         |
|  | Chrysocyclus senecionis |
|  |                         |